# Таґава (Фукуока)

Таґа́ва (яп. 田川市, たがわし, МФА: [tagawa ɕi̥]?) — місто в Японії, в префектурі Фукуока.     Отримало статус міста 1943 року. Площа становить 54,52 км². Станом на 1 липня 2012 року населення складало 50 030  осіб, густота населення — 918 осіб/км².     

## Історія
Таґава отримала статус міста 3 листопада 1943 року.